# Hôtel Ferrier
L'hôtel Ferrier est un hôtel situé à Riez, en France.

## Localisation
L'hôtel est situé sur la commune de Riez, dans le département français des Alpes-de-Haute-Provence.

## Historique
L'édifice, datant des XVe et XVIe siècle,  est classé au titre des monuments historiques en 1986. Le 9 octobre 2012, le bâtiment s'effondre emportant aussi la maison à encorbellement située 3 Grande-Rue inscrite elle aussi.